# Magic Trackpad
Magic Trackpad — трекпад производства Apple Inc. Он был представлен 27 июля 2010 года. 
Трекпад поддерживает технологию мультитач и похож на таковой в ноутбуках MacBook Air и MacBook Pro.
Трекпад полностью совместим с Mac OS X Snow Leopard версии 10.6.4 и выше. Также он может функционировать и в среде операционных систем Windows 7, XP и Vista при запуске их на компьютерах Apple с помощью BootCamp с добавлением драйвера для устройства.

## Описание
Трекпад подключается к компьютеру по протоколу Bluetooth и работает от двух пальчиковых батареек формата АА, версия 2015 года имеет встроенный аккумулятор.
Помимо сенсорной панели, Magic Trackpad оснащён двумя аппаратными кнопками, совмещёнными с «ножками» под нижними углами устройства, в стандартных настройках Mac OS X 10.6.x Snow Leopard и выше кнопки являются функциональными эквивалентами левой и правой кнопок мыши и срабатывают при нажатии на левый или правый нижний углы Magic Trackpad.
В Mac OS X 10.6 и 10.7 определены двенадцать жестов технологии мультитач (Multi-Touch) при работе одним, двумя, тремя или четырьмя пальцами: 
(1) Point, 
(2) Click, 
(3) Double Click, 
(4) Right-Click, 
(5) Click and Drag, 
(6) Two-Finger Scroll, 
(7) Rotate, 
(8) Pinch/Zoom, 
(9) Screen Zoom, 
(10) Page Back/Forward Safari/Photos, 
(11) Switch Application, 
(12) Activate Exposé.
Настройка трекпада производится в секции «Аппаратное обеспечение» --> «Трекпад» утилиты «Системные настройки» в среде Mac OS X 10.6 и 10.7, в этой же секции возможно переопределение действий для жестов.

## Характеристики
- Маркировка: MC380LL (модель: A1339)
- Протокол связи с компьютером: Bluetooth
- Верхняя поверхность: износостойкое стекло с поддержкой функции нажатия одной кнопки
- Питание: две пальчиковых батарейки или аккумуляторы типоразмера AA
- Габаритные размеры: 130 х 132 х 17 мм
- Масса: 140 г (без батареек)
- Цена: 69 USD (США)